# 安哥拉尖條鰍
安哥拉尖條鰍（學名：Oxynoemacheilus angorae），為輻鰭魚綱鯉形目條鰍科尖條鰍屬的其中一種。分布於亞洲以色列、約旦、黎巴嫩、敘利亞與土耳其淡水流域，體長可達8.5公分，棲息在底中層水域，生活習性不明。可做為觀賞魚，飼養時水族箱應該有一個不錯的流速和充氧水，底層提供允許挖掘的細沙基質和許多光滑的圓形鵝卵石和許多避難所，如沉木和板岩，合理明亮的照明以模擬發現它們的淺河床。

## 扩展阅读
維基物種上的相關：安哥拉尖條鰍